# Anoplagonus
Anoplagonus is een geslacht van straalvinnige vissen uit de familie van harnasmannen (Agonidae).

## Soorten
- Anoplagonus inermis Günther, 1860
- Anoplagonus occidentalis Lindberg, 1950